# Palazzo Partanna

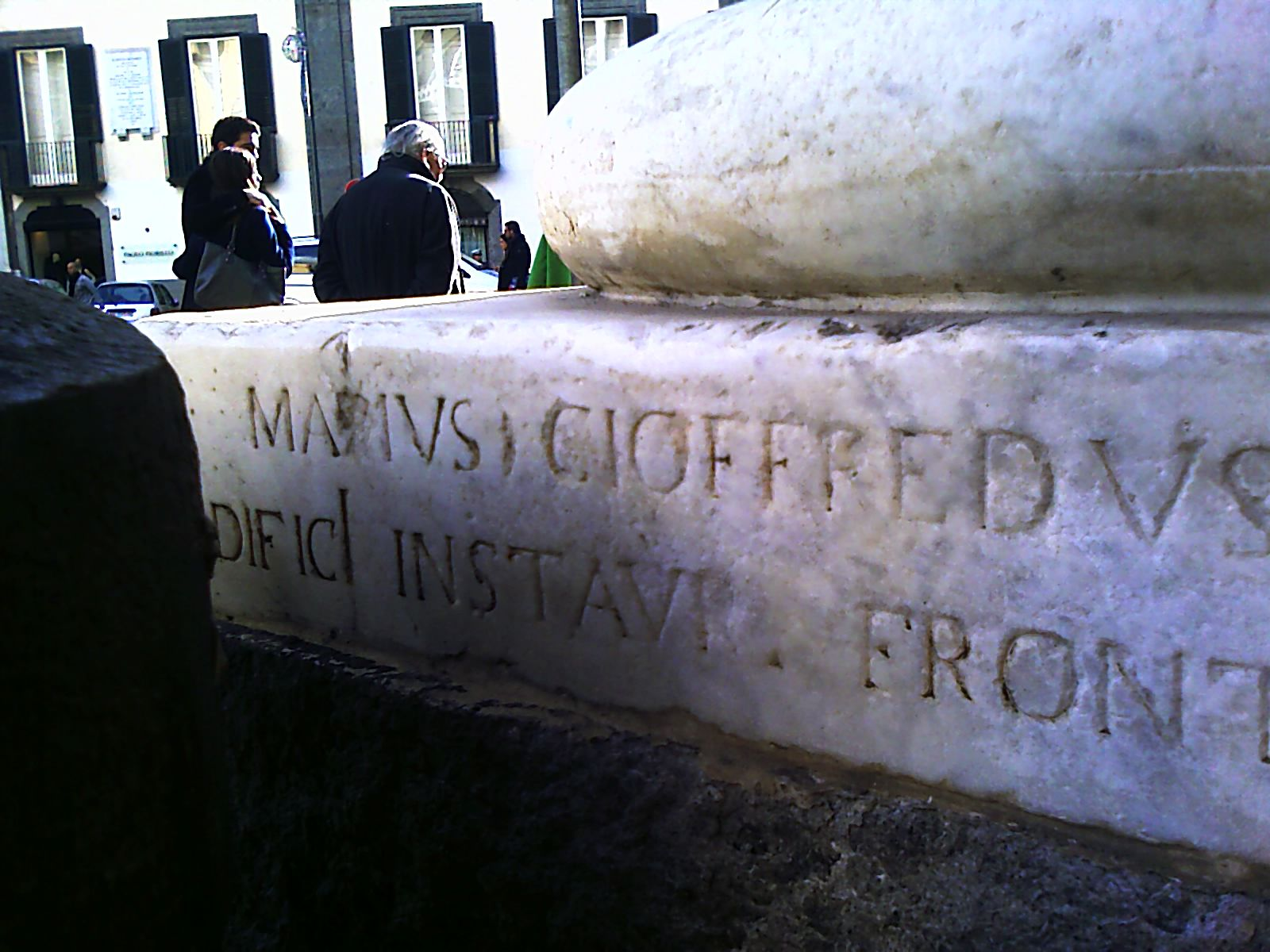
La signature de l'architecte Mario Gioffredo au bas d'une colonne du portail

Le Palazzo Partanna est un édifice monumental situé piazza dei Martiri dans la ville de Naples.

## Historique
Construit dans la première moitié du XVIIe siècle, il est racheté en 1746 par le duc de Pauli. Les travaux de restauration sont confiés à l'architecte Mario Gioffredo qui rénove principalement le portail et la façade. De cette rénovation, demeure seule l'entrée du palais, signée au bas de la colonne du portail par l'architecte.
Au début du XIXe siècle, le palais devient la propriété de Lucia Migliaccio, épouse morganatique du roi Ferdinand Ier et veuve du prince de Partanna (d'où son nom), qui l'occupera jusqu'à sa mort en 1826. À cette époque, son intérieur et sa façade néoclassique ainsi que la ferronnerie des balcons sont conçus par l'architecte Antonio Niccolini.
En 1877, l'édifice est la possession de la famille Gerace jusqu'au début du XXe siècle. Depuis 1930, le palais accueille le siège de l'Union industrielle de Naples, de bureaux et d'entreprises commerciales.